# Кларк (окръг, Вирджиния)
Вижте пояснителната страница за други населени места с името Кларк.
Окръг Кларк (на английски: Clarke County) е окръг в щата Вирджиния, Съединени американски щати. Площта му е 461 km², а населението - 12 652 души (2000). Административен център е град Беривил.